# Synagoga v Ivanovicích na Hané
Husův sbor je původní klasicistní synagoga neznámého stáří v centru města Ivanovice na Hané, zbudovaná bývalou židovskou obcí. Prvním dokladem o existenci templu je na plánku městečka z roku 1727. Za druhé světové války, byla tato synagoga vydrancovaná nacisty. V roce 1947 koupil nevyužívanou budovu synagogy pekař Alois Donnebaum a hodlal ji přestavět na pekárnu. Na přestavbu ovšem nedošlo, než byla budova prodána církvi tak zde bylo skladiště sklenářství pana Rudolfa Rašky. Církvi československé husitské byla budova prodána v roce 1951. Otevření zrenovované budovy a převzetí k užívání Církví československou husitskou proběhlo 12. října 1952. Při rekonstrukci byl zachován původní vzhled, přibližně 250 let starý. Je to malý objekt s interiérem přizpůsobeným bohoslužbám Církve československé husitské.